# Франческо Алгароти
Гроф Франческо Алгароти (Венеција, 11. децембар 1712 — Пиза, 3. мај 1764) је био италијански писац, есејиста и колекционар уметности, филозоф, песник. Просветитељски дух, англофил, учењак са знањем у распону од њутновизма преко архитектуре, до музике, био је пријатељ највећих личности тог времена: Волтера, Жан-Батиста Бојеа д'Арженса, Пјера Луја Мороа де Мопертуа, Жилијена Офреа де Ла Метрија. . Међу његовим дописницима били су лорд Честерфилд, Томас Греј, Џорџ Лителтон, Томас Холис, Метастазио, Бенедикт XIV, Хајнрих фон Брил, Фридрих II Пруски.

## Биографија
Рођен је у Венецији, у имућној трговачкој породици. 

### Школовање
Након првог периода студија у Риму, где је могао да студира под вођством Лодолија, наставио је студије у Болоњи, где се бавио различитим научним дисциплинама, посебно астрономијом под вођством Еустакиа Манфредија и Франческа Марије Заноти. Преселио се у Фиренцу да би завршио своје учење књижевности.

### Период у Француској
Године 1735, са 23 године, почео је да путује по Европи, стигавши до Париза, града у ком је упознао неколико утицајних личности.
Њима је био у стању да представи свој сопствени Њутновизам за даме, мало дело бриљантне научне дисеминације инспирисано делом француског писца Бернарда ле Бовера де Фонтенела. Дело је прво ценио, а потом и оцрњивао Волтер, који је из дела свог „Драга лабуда Падованског" – како га је некада називао – извукао неке теме које су биле и инспирација Елементима Њутнове филозофије којој се посветио у исте године Емили ду Шателет, пратилац француског филозофа. Волтер и Алгароти су се лично срели у Циреју, замку у који су се М.ме ду Шателет и Волтер преселили.

### Период у Енглеској
Након периода проведеног у Француској, Алгароти је отишао у Енглеску, да би неко време остао у Лондону, где је дочекан у Краљевском друштву, престижној научној академији. У пратњи Волтеровог излагања како би могао да истражи књигу, Алгароти је уведен у круг једне од најутицајнијих племкиња у Великој Британији, Мери Вортли Монтагу. Племкиња се заљубила у младог учењака који јој је ласкао; за њу и за сјајне баште његове резиденције у Твикенхаму, био је инспирисан ликом маркизе у Њутновству. Вративши се у Италију 1737. године, Алгароти је могао да се посвети објављивању њутновизма и одмах потом је отишао. Након кратког повратка у Лондон, у којем је видео да је Леди Мери све одлучнија да га освоји, толико да организује њен одлазак у Италију, жудећи за заједничким животом у Венецији , Алгароти је посетио неке области Русије ( заустављајући се посебно у Санкт Петербургу) и Пруске. У међувремену, у Напуљу је објављено друго издање (1739) њутновизма за даме, праћено стиховима хвале Волтера и саме Мери Монтагу.
Де Типалдо у својим биографијама славних Италијана каже: „Када је Федерико отишао у Кенигсберг да буде крунисан 1740. године, Алгароти се нашао усред аплауза и ликовања те моћне и храбре нације помешане и збуњене принципима краљевске породице, и стајао са краљем, разбацујући новчиће са ликом Фридриха по потчињеном народу.У том тренутку овај му је, као и његовом брату Боному и потомцима породице Алгароти, доделио титулу грофа, мање сујетна када је награда за знање, а од 1747. поставио га је својим коморником и витезом реда за заслуге, док је био на двору у Дрездену са титулом интимног ратног саветника.двадесет пет година ни пријатељство, ни поштовање краља, ни захвалност, оданост и искрена наклоност дворјана су престали, нити су икада претрпели било какву промену." Према Де Типалду, пријатељство између њих двоје проширило се и на најинтимнију сферу; он у ствари каже: „... желео га је не само као пратиоца учења и путовања, већ и својих најтајнијих задовољстава, будући да је био са двора у Потсдаму, сад је направио Перипатус, а сада га је преобратио. у храм Гнидов“ – што значи: у храм Венере.
Провео је више од једне деценије на краљевом двору, да би се вратио у своју родну земљу 1753. Такође је користио свој утицај у корист филозофских „противника“ као што је Грегорио Бресани  .

### Болест и смрт
Остатак живота провео је између Венеције и Болоње да би се зауставио у Пизи, где је умро у педесет и трећој години припремајући објављивање свих својих дела, укључујући Писма о Русији и Китерски конгрес, роман посвећен галантности. костиме.и љубавни поново посећен према ономе што је примећено у разним земљама у којима је боравио.
Болестан од туберкулозе, у Пизи са својим вољеним пријатељем Мауром Антониом Тесијем, званим "Маурино", припремао се за смрт; као епитаф, Алгарот је желео,sed non omnis . Злобно, опат Галијани је приметио да је ово епитаф више укаљаног кантора него ученог човека.
Сахрањен је на гробљу у Пизи, у споменику који су пројектовали прослављени архитекта Карло Бјанкони и сам "Маурино" Теси у археолошком стилу, који је у мермер превео тада чувени опат Ђовани Антонио Кибеи из Караре. Натпис је оно што му је краљ Пруске издиктирао: „Algarotto Ovidii aemulo, Neutoni discipulo, Federicus rex“, само што су касније rex променили у magnus. Де Типалдо коментарише: „Он је сам припремио, у друштву Маурина, дизајн гроба и епитафа, не из поноса, већ вођен светом љубављу према ликовној уметности, која чак ни пред лицем смрти није се могла стишати у његовим грудима."

## Личност и културни утицај
Отворен за напредак и рационално знање, стручњак за уметност (давао је све од себе као Паладијев заговорник), био је – у погледу науке – велики заговорник теорија Исака Њутна (на чији рачун је написао једну од својих најпознатијих есеји, Њутновизам за даме, објављени 1737).
Сматра се неком врстом венецијанског Сократа и да би се схватио његов стас као истакнути научник са бескрајном жеђом за знањем и ширењем, довољно је ставити се испред његовог безбројног поља интересовања. Поред своје истакнуте улоге у књижевном просветитељству, био је и дипломата и ловац на уметност. Посебно је путовао тражећи уметничка дела у име Августа III Саксонског. Познато је да је управо Алгароти купио Лиотарово ремек-дело у Венецији 1741. године, пастел Ла циоkолатаиа, који је касније постао један од бисера Дрезденске галерије.
Леп човек, са аристократским орловским носем (постоји његов пастелни портрет у Ријксмусеуму у Амстердаму, такође од Лиотарда, који је репродукован у инципиту овог записа), Алгароти у Есеју изнад Орација никада није пропустио прилику да истичу да је потоњи био амбидекстрован, и толико је хвалио предности овог аранжмана, да има оних који претпостављају да га је делио са песником. Морао је писати о свему, обраћајући се - уз посебну пажњу научника - готово свим аспектима људског знања. 

## Одабрана дела
- Њутновизам за даме, Напуљ, 1737.
- Конгрес у Ћитери, Париз, 1768.